# Merenhór
Merenhór az ókori egyiptomi VIII. dinasztia egyik uralkodója lehetett, az első átmeneti kor idején. Kizárólag a XIX. dinasztia idején összeállított abüdoszi királylista említi, melyen a 46. helyen szerepel; neve máshol nem maradt fenn. A torinói királylistán nem maradt fenn neve, mert a papirusz erősen károsodott ott, ahol ennek a korszaknak az uralkodóit sorolja. 